# Sigizmund Wejzagier
Sigizmund Michajłowicz Wejzager (ros. Сигизмунд Михайлович Вейзагер, ur. 1902 w Rydze, zm. 9 maja 1938 w Moskwie) – był funkcjonariuszem radzieckich służb specjalnych w stopniu kapitana bezpieczeństwa państwowego.

## Życiorys
Urodził się w rodzinie żydowskiego złotnika. Do 1919 skończył 6 klas gimnazjum w Piotrogrodzie. W styczniu 1920 został komisarzem i przewodniczącym powiatowego komitetu walki z dezercją w Gdowie, a od sierpnia do października 1920 był śledczym gubernialnego komitetu walki z dezercją, w październiku 1920 został członkiem RKP(b). Od października 1920 do kwietnia 1921 służył w Armii Czerwonej m.in. jako komisarz dywizji w Oranienbaumie i Kronsztadzie, później krótko pracował jako funkcjonariusz partyjny w Piotrogrodzie, następnie podjął pracę w organach Czeki. Od maja 1921 był pełnomocnikiem specjalnego oddziału pogranicznego Czeki, od listopada 1921 do marca 1922 starszym pełnomocnikiem piotrogrodzkiej gubernialnej Czeki, następnie starszym pełnomocnikiem Pełnomocnego Przedstawicielstwa (PP) GPU Piotrogrodzkiego Okręgu Wojskowego. Od lutego do sierpnia 1923 był zastępcą szefa Wydziału Specjalnego GPU 16 Dywizji w mieście Dietskoje Sieło (obecnie Puszkin), później szefem Wydziału Specjalnego kolejno 11 Dywizji Kawalerii w Bucharze (od sierpnia 1923 do listopada 1924) i 8 Homelskiej Dywizji Kawalerii (od listopada do 15 grudnia 1924), od stycznia 1925 do grudnia 1927 kierował Obwodowym Oddziałem GPU w Górskim Badachszanie i jednocześnie od 21 czerwca 1925 do grudnia 1927 był szefem Wydziału Specjalnego na Pamirze PP OGPU na Azję Środkową.
Od stycznia do sierpnia 1928 był agentem dyplomatycznym Ludowego Komisariatu Spraw Zagranicznych (NKID) ZSRR w Andiżanie (Uzbecka SRR), a od sierpnia 1928 do grudnia 1929 konsulem generalnym ZSRR w Mazar-i Szarif w Afganistanie, następnie powrócił do pracy w organach bezpieczeństwa, otrzymując skierowanie do Białoruskiej SRR jako pomocnik szefa Okręgowego Oddziału GPU w Homlu (od stycznia do października 1930). Od października 1930 do lutego 1931 był szefem Miejskiego Oddziału GPU w Homlu, od 25 lutego 1931 pomocnikiem szefa, a od 23 stycznia 1932 do 20 czerwca 1933 szefem Wydziału Ekonomicznego PP OGPU na Białoruską SRR. Następnie do 10 lipca 1934 pełnił analogiczną funkcję w Kazachstanie (Kazachskiej ASRR, od 10 lipca 1934 do 3 marca 1935 był szefem Wydziału Ekonomicznego UGB NKWD Kazachskiej ASRR i jednocześnie od 5 listopada 1934 do 3 marca 1935 pomocnikiem szefa Zarządu NKWD Kazachskiej ASRR. Od 3 marca 1935 do 25 lipca 1936 był szefem Wydziału Ekonomicznego UGB Zarządu NKWD Kraju Zachodniosyberyjskiego, 8 stycznia 1936 otrzymał stopień kapitana bezpieczeństwa państwowego, od 25 lipca do 28 listopada 1936 był szefem Wydziału Ekonomicznego UGB Zarządu NKWD obwodu swierdłowskiego, od 11 stycznia do 16 lutego 1937 szefem Zarządu NKWD Mordwińskiej ASRR, a od 16 lutego do 21 listopada 1937 ludowym komisarzem spraw wewnętrznych Mordwińskiej ASRR. Był odznaczony Orderem Czerwonego Sztandaru Pracy Białoruskiej SRR (9 września 1932) i Odznaką Honorowego Funkcjonariusza Czeki/GPU (15 listopada 1932).
21 listopada 1937 został aresztowany, następnie skazany na śmierć pod zarzutem zdrady Ojczyzny i szpiegostwa i rozstrzelany. 14 grudnia 1994 został pośmiertnie zrehabilitowany.